# Stanisław Plebański
Stanisław Plebański herbu Junosza (ur. 20 lipca 1889 w Wilnie, zm. 3 lutego 1954 w Górze Kalwarii) – polski inżynier.

## Życiorys
Syn Franciszka Plebańskiego i Stanisławy z domu Plebańskiej. Jeszcze przed I wojną światową Stanisław Plebański uzyskał dyplom inżyniera w Ecole des Ponts et Chaussees w Paryżu. Ukończył studia z trzecią lokatą, co wśród obcokrajowców było rzadkością. Po powrocie do kraju, jako pracownik firmy budowlanej „Rutkowski”, został zaangażowany do budowy mostu nad Amurem. Most ten po ukończeniu był siódmym co do wielkości w skali światowej. Z chwilą wybuchu I wojny światowej Plebański przeniósł się na południe Rosji i tam budował mosty na Dnieprze i Bohu.
W 1917 przedostał się przez Murmańsk do Francji i jako absolwent Ecole des Ponts et Chaussees wstąpił w randze oficera do Legii Cudzoziemskiej. Z armii francuskiej, już w stopniu kapitana, powrócił do Polski biorąc czynny udział w walkach 1919 i 1920 oraz w powstaniu śląskim. Za służbę odznaczony zostaje orderami francuskimi i polskimi. Po zdemobilizowaniu Stanisław Plebański rozpoczął pracę jako inżynier przy odbudowie kraju. Od 1928 jest właścicielem dużej firmy budowlanej. Zbudował m.in. kościół na ul. Chełmskiej, kamienice na Narbutta, fabrykę sztucznego jedwabiu w Chodakowie, Dom Polonii na ówczesnym Powiślu oraz budynki Szkoły Wiejskiej Powszechnej na Raszyńskiej i Grottgera. W Polsce międzywojennej Stanisław Plebański był wykładowcą statyki na Politechnice Warszawskiej na wydziale inżynierii lądowej, oraz w szkole wojskowej, z której został usunięty za podpisanie protestu przeciw Berezie. Przeciwsanacyjne poglądy, współorganizacja ówczesnego Stronnictwa Pracy i przyjaźń z Władysławem Sikorskim utrudniły wspinanie się po szczeblach kariery w II Rzeczypospolitej. W 1937 po latach ciężkiej pracy Stanisław Plebański kupuje majątek Łyczyn – 379 ha w okolicy Konstancina, z domem na skarpie i przylegającą do folwarku cegielnią. Już wiosną 1939 Stanisław został powołany do robót fortyfikacyjnych na Warcie i Widawce. W czasie wojny obronnej Polski w 1939 był ranny i kontuzjowany. Udało mu się jednak ujść przed niewolą niemiecką i przedostać do Wilna, skąd dotarł do Tallinna. W Tallinnie wsiadł na statek zmierzający do Anglii, jednak w trakcie podróży Niemcy przejęli statek i osadzili uciekinierów w obozie w Starogardzie. Następnie Stanisław Plebański był więziony w Berlinie, gdzie Gestapo poddało go torturom w celu wymuszenia współpracy. Po 11 miesiącach w wyniku interwencji rodziny królewskiej Włoch został przewieziony do Polski, gdzie miał być zwolniony. Trafił jednak do więzienia na Pawiaku. W ciężkim stanie zdrowia przebywał tam jakiś czas aż do uwolnienia (dzięki zabiegom rodziny i wysokiemu okupowi). Do końca okupacji mieszkał w Warszawie, pracując naukowo i często upadając na zdrowiu.
W 1945 po zakończeniu wojny i utracie wszelkich dóbr materialnych założył z dwoma inżynierami, swymi dawnymi studentami, małą firmę budowlaną. Przedsiębiorstwo szybko rozwijało się przy odbudowie Warszawy. 15 stycznia 1949 Stanisław Plebański został z niewiadomych przyczyn aresztowany przez UB i przebywał przez 4 lata w więzieniach politycznych w Warszawie bez przedstawienia zarzutów i wytoczenia procesu. Przez 4 lata ówczesne władze odmawiały rodzinie jakiegokolwiek kontaktu z więźniem, lub też informacji o nim. Z interwencji prywatnych na najwyższym szczeblu wynika, że bezpośredni nadzór nad uwięzionym sprawowało NKWD. Stanisław Plebański zmarł 3 lutego 1954 w stanie niepoczytalnym po latach nieustannego bicia i maltretowania psychicznego. 
Pochowany na warszawskich Powązkach (kw. 214–IV–29).

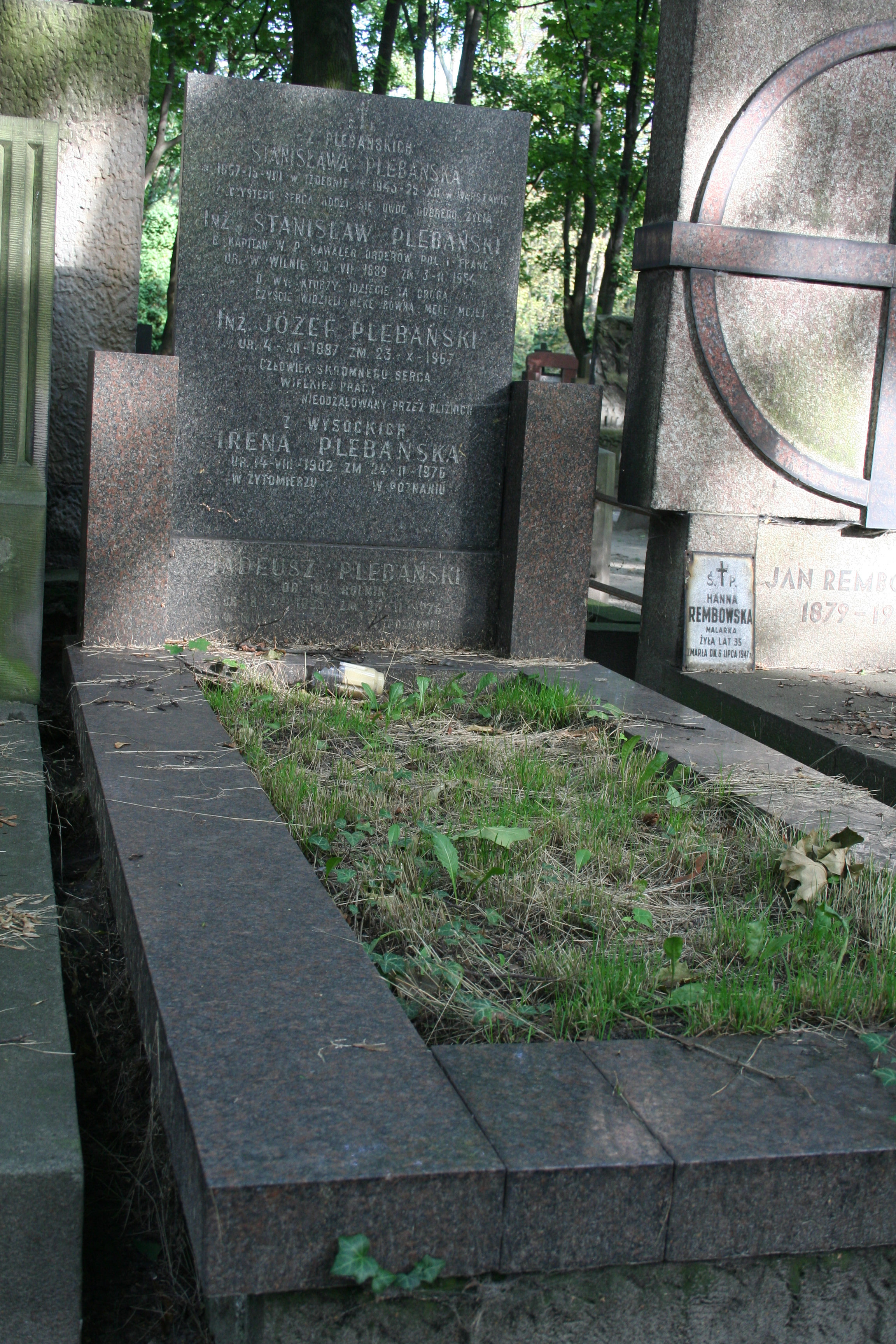
Grób Plebańskich na warszawskich Powązkach